# 穆蒙·阿卜杜勒·加尧姆
穆蒙·阿卜杜勒·加尧姆（迪维希语：‎，1937年12月29日—），马尔代夫獨裁者，第3任总统。

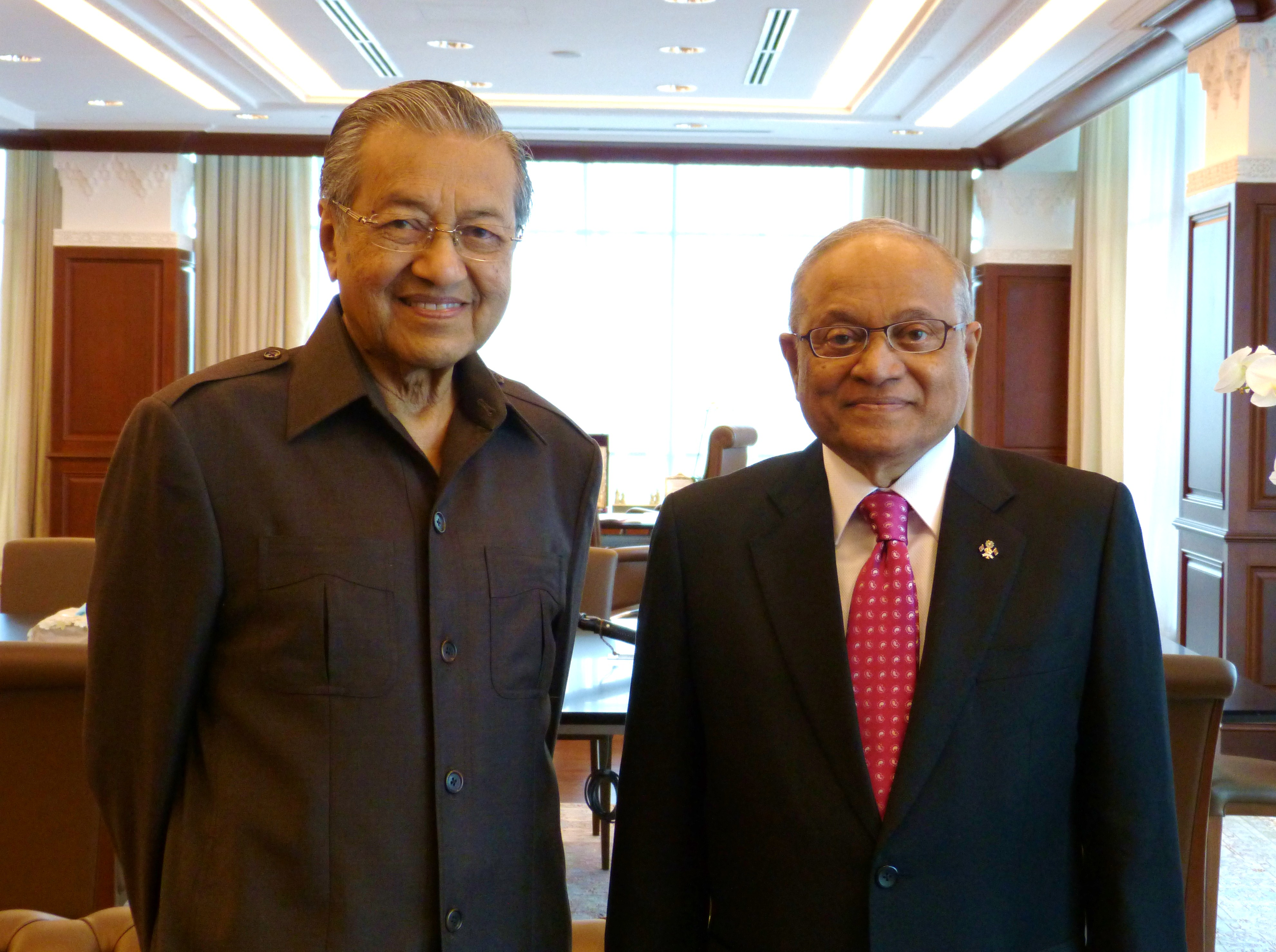
加尧姆于2013年会见马来西亚前首相马哈迪·莫哈末

加尧姆生于马累，毕业于埃及开罗艾资哈尔大学，历任马尔代夫常驻联合国代表、交通部长等职。1978年11月当选总统，此后5次连任总统。在任三十年後，於2008年在當年的總統大選中被勝出的競選者穆罕默德·纳希德所擊敗。